# 萊蜆蝶屬
萊蜆蝶屬（學名：Laxita）是古蜆蝶亞科褐蜆蝶族裡的一個屬。共有2個物種，分佈於東洋界。

## 物種
- 萊蜆蝶 Laxita teneta
- 圖萊蜆蝶 Laxita thuisto

## 腳註
1. ↑  Brower, Andrew V. Z. 2007. Laxita Butler 1879. Version 15 May 2007 (under construction). http://tolweb.org/Laxita/106202/2007.05.15 （页面存档备份，存于） in The Tree of Life Web Project, http://tolweb.org/ （页面存档备份，存于） （英文）

## 外部連結
- Laxita （页面存档备份，存于） - funet.fi